# 平岡卓
平岡 卓（ひらおか たく、1995年10月29日 - ）は、日本のプロスノーボーダー。岐阜県のスポーツショップ「フッド」に所属。

## 人物
奈良県御所市出身。身長170cm、体重60Kg。御所市立御所小学校、御所市立御所中学校から上宮高等学校を経て2014年4月からは立命館大学スポーツ健康科学部へ進学。
父親がかつてフリースタイルスキーモーグル選手であったことから幼少時よりスキーを始め、小学校1年次の時に家族全員でチャレンジしたスノーボードがきっかけとなり、本格的に競技を始める。
小学校2年次の2004年2月、第22回JSBA全日本スノーボード選手権西日本大会東部地区男子ユース部門で優勝を果たすと、2008年度から全日本スキー連盟、国際スキー連盟公認の公式競技会に本格的に参戦。2009年のJOCジュニアオリンピック優勝を始め、数多くの競技会で好成績を収めて、12歳でプロスノーボーダーとなった。当時高鷲スノーパークでトレーニングを積んだ。
2010-2011シーズンから本格的にFISワールドカップシリーズに参戦すると共に、同年のスノーボードジュニア世界選手権大会（カードローナ／ニュージーランド）で優勝を果たす。翌年（2011年）のジュニア世界選手権（キエーザ・イン・ヴァルマレンコ／イタリア）も連覇している、2月のFIS ワールドカップでは青野令に次いで2位となった。
2012-2013年シーズンにはFISワールドカップ初優勝（ソチ／ロシア）、同年のスノーボード世界選手権（ストーンハム・マウンテンリゾート／カナダ）では優勝したユーリ・ポドラドチコフ（スイス）に次いで2位となる。12月、デューツアーで3位となった。
2013-2014シーズンでは初戦のカードローナ（ニュージーランド）で平野歩夢に次いで2位に入り、12月のコッパーマウンテン（アメリカ合衆国）で5位に入ったことから全日本スキー連盟が指定したオリンピック派遣基準を満たして2014年ソチオリンピック日本代表に選出される。
2014年2月11日（現地時間）、ソチオリンピック・スノーボード男子ハーフパイプに出場し、予選2組では1回目に92.25点を出してショーン・ホワイト（アメリカ）に次いで2位となりダイレクトで決勝へと進出した。その日夜の決勝では1回目こそ45.50点で9位と出遅れたが、2回目でキャブのダブルコーク1080などの技を決めて92.25点を出し、この時点で暫定2位に浮上。その直後に2回目の滑走演技を行った平野が93.50点を出したことにより、平野に抜かれて3位となったものの銅メダルを獲得、この結果、銀メダルの平野と共に日本スノーボード界初となるオリンピックメダルを獲得した、オリンピック直後3月の全米オープンでは準優勝、これに伴いTTRワールドスノーボードツアーのハーフパイプ部門の年間王者となった。
2015年、2月に行われたX Games・ASPENで2位となり自身初のメダルを獲得、3月の全米オープンではソチ五輪金メダリストのユーリ・ポドラドチコフ、X Games二連覇のダニー・デービスらを抑え優勝した。日本人の全米オープン優勝は國母和宏（ハーフパイプ）、角野友基（スロープスタイル）に次ぐ3人目の快挙となった。
2015-16シーズン8月末のFISワールドカップの開幕戦のカードローナ（ニュージーランド）で片山來夢に次ぐ2位になった。その後左足を痛め、デューツアー、LAAX OPEN、X Games ASPEN、X Games OSLOは結果が残せなかったが、3月の全米オープンでは予選を7位で通過、決勝は1本目でショーン・ホワイトに次ぐ2位になったがその後ベン・ファーガソンに抜かれ3位となった。
同年10月、地元の御所市楢原に西日本最大級の公営スケートボードパーク（御所スケートパーク）をオープンした。しかし、御所市職員だった父親が無許可で待合所や駐車場を設けたりするなど、市への申請と異なることが発覚し、行政指導を受けて営業を停止した。父親は停職6か月の処分を受けていたことが取材で明らかになった。※2020年3月、御所スケートパークは閉鎖。
2019年9月29日、奈良県葛城市で、飲酒の影響が残る状態で車を運転し軽自動車に追突し、そのはずみで近くの歩行者がはねられ、4歳の男の子を含む5人が怪我をした。平岡は逃走したが、10月29日に自動車運転死傷処罰法違反（過失運転致傷アルコール等影響発覚免脱）及び道路交通法違反（ひき逃げ）の疑いで書類送検され、12月26日に在宅起訴された。2020年9月9日に奈良地方裁判所葛城支部で開かれた公判において、検察側は「負傷者がいることを認識しながら、現場から逃走したのは強い非難に値する」「事故後に写真の削除や口裏合わせを友人に依頼していた」と指摘、懲役2年6ヶ月を求刑した。10月29日、執行猶予4年を付けて求刑通りの刑とする有罪判決。

## 主な戦績
- 2013/2014シーズン TTR World Snowboard Tour王者
- 2007年 Nissan X-Trail Nippon Open Kids Jam HP 2位
- 2008年 Nissan X-Trail Nippon Open Kids Jam HP 1位
- 2011年 全日本スキー選手権大会 HP 1位
- 2012年 全日本スキー選手権大会 HP 1位
- 2016年 北海道スキー選手権スノーボード競技 HP 11位[26]
- 2010年 スノーボード世界ジュニア選手権 HP 1位
- 2011年 スノーボード世界ジュニア選手権 HP 1位
- 2010年 Burton New Zealand Open HP 2位
- 2011年 Burton New Zealand Open HP 4位
- 2011年 FIS World Cup(SUI) HP 2位
- 2011年 FIS World Cup(SUI) HP 5位
- 2011年 FIS World Cup(NZL) HP 5位
- 2012年 FIS World Cup(NZL) HP 8位
- 2013年 FIS World Cup(RUS) HP 1位
- 2014年 FIS World Cup(NZL) HP 2位
- 2015年 FIS World Cup(NZL) HP 2位
- 2016年 FIS World Cup(JPN) HP 8位
- 2011年 U.S. Snowboarding Grand Prix HP 7位
- 2014年 U.S. Snowboarding Grand Prix HP 6位
- 2012年 Burton US Open HP 6位
- 2014年 Burton US Open HP 2位
- 2015年 Burton US Open HP 1位
- 2016年 Burton US Open HP 3位
- 2012年 Burton High Fives! HP 6位
- 2013年 Burton High Fives! HP 1位
- 2016年 LAAX OPEN HP 16位
- 2012年 Winter Dew Tour HP 3位
- 2014年 Winter Dew Tour HP 7位
- 2015年 Winter Dew Tour HP 18位
- 2013年 スノーボード世界選手権 HP 2位
- 2015年 スノーボード世界選手権 HP 5位
- 2017年 スノーボード世界選手権 HP 4位
- 2014年 ソチオリンピック HP 3位
- 2012年 インスブルックユースオリンピック HP 3位
- 2013年 The Arctic Challenge HP 6位
- 2013年 X Games Tignes HP 3位
- 2015年 X Games Aspen HP 2位
- 2016年 X Games Aspen HP 7位
- 2016年 X Games Oslo HP 10位

ほか

## 主な受賞
- 国際競技大会優秀者表彰（2010年）
- 感動大阪大賞（2014年）
- 奈良県スポーツ特別功労賞（2014年）

## メディア出演
CM
- GALAXY Note3（SAMSUNG）
- Workin「「平岡卓」篇」
- ニュージーランド航空
- Red Bull

PV
- T-Pablow a.k.a K-九「Love or Die」

## エピソード
- 14歳の時、『1億人の大質問!?笑ってコラえて!』（日本テレビ）の「日本列島　金のヒヨコの旅」コーナーに出演した経歴がある。その時の番組内では「ソチオリンピックの金メダル候補」と紹介されていた[27]。
- アイドルグループ・乃木坂46の元メンバーである川村真洋が上京する前に在籍していた学校の同級生[28][29]。
- 好きな漫画は北斗の拳で登場人物で好きなのはラオウ。